# Lowell (Ohio)
Pour les articles homonymes, voir Lowell.
Lowell est une localité du Comté de Washington dans l’État de l’Ohio.
Sa population était de 549 habitants en 2010.